# ديفيد يونغ (محامي)
ديفيد يونغ (بالإنجليزية: David Young)‏ هو شخصية أعمال ومحامي أمريكي، ولد في 10 نوفمبر 1936 في جيرسي سيتي في الولايات المتحدة.